# Association européenne du commerce extérieur
 (septembre 2021).
La mise en forme du texte ne suit pas les recommandations de Wikipédia : il faut le « wikifier ».
Les points d'amélioration suivants sont les cas les plus fréquents :
- Les titres sont pré-formatés par le logiciel. Ils ne sont ni en capitales, ni en gras.
- Le texte ne doit pas être écrit en capitales (les noms de famille non plus), ni en gras, ni en italique, ni en « petit »…
- Le gras n'est utilisé que pour surligner le titre de l'article dans l'introduction, une seule fois.
- L'italique est rarement utilisé : mots en langue étrangère, titres d'œuvres, noms de bateaux, etc.
- Les citations ne sont pas en italique mais en corps de texte normal. Elles sont entourées par des guillemets français : « et ».
- Les listes à puces sont à éviter, des paragraphes rédigés étant largement préférés. Les tableaux sont à réserver à la présentation de données structurées (résultats, etc.).
- Les appels de note de bas de page (petits chiffres en exposant, introduits par l'outil «  Source ») sont à placer entre la fin de phrase et le point final[comme ça].
- Les liens internes (vers d'autres articles de Wikipédia) sont à choisir avec parcimonie. Créez des liens vers des articles approfondissant le sujet. Les termes génériques sans rapport avec le sujet sont à éviter, ainsi que les répétitions de liens vers un même terme.
- Les liens externes sont à placer uniquement dans une section « Liens externes », à la fin de l'article. Ces liens sont à choisir avec parcimonie suivant les règles définies. Si un lien sert de source à l'article, son insertion dans le texte est à faire par les notes de bas de page.
- La présentation des références doit suivre les conventions bibliographiques. Il est recommandé d'utiliser les modèles {{Ouvrage}}, {{Chapitre}}, {{Article}}, {{Lien web}} et/ou {{Bibliographie}}. Le mode d'édition visuel peut mettre en forme automatiquement les références.
- Insérer une infobox (cadre d'informations à droite) n'est pas obligatoire pour parachever la mise en page.

Pour une aide détaillée, merci de consulter Aide:Wikification.
Si vous pensez que ces points ont été résolus, vous pouvez retirer ce bandeau et améliorer la mise en forme d'un autre article.
 (septembre 2021).
L’Association européenne du commerce extérieur (CITHA) est l'organisation faîtière du commerce extérieur européen, basée à Bruxelles. Elle représente les intérêts de l'industrie dans l'Union européenne auprès des politiciens, des autorités, des médias et de la société civile. Ses membres sont des associations de premier plan et des associations faîtières de sociétés de commerce extérieur de divers pays européens. CITHA représente quelque 350 000 entreprises et sociétés. Le secteur est caractérisé par des PME et des entreprises familiales. L'association est enregistrée comme Organisation Non Gouvernementale (ONG) à Bruxelles et reconnue comme telle par la Commission Européenne, le Fonds monétaire international (FMI), la Banque mondiale, l'OCDE, l'Organisation Mondiale du Commerce (OMC) et la Conférence des Nations unies sur le commerce et le développement (CNUCED).

## Histoire
En 1956, un petit groupe d'entrepreneurs commerciaux scandinaves commence à se réunir régulièrement. Dans ce club dit de Stockholm, ils échangent leurs points de vue sur leurs activités de commerce extérieur et leurs défis avec les gouvernements étrangers. Peu après, des entrepreneurs Allemands et Néerlandais rejoignent le club. En 1971, l'association CITHA est fondée en tant qu'organisation faîtière de ces dix associations nationales membres de l'époque.

## Organisation
L'association est dirigée par un conseil avec un président. Depuis 2017, l'entrepreneur Allemand Jan Krückemeyer est le président de l'association. Il a succédé à Hans-Jürgen Müller, qui a occupé cette fonction de 2010 à 2016. Le vice-président est l'entrepreneur Espagnol Antonio Bonet. Les affaires opérationnelles sont gérées par le secrétaire général. Le secrétaire général est Gregor Wolf. Le secrétariat est assuré par l'association fédérale du commerce d'exportation Allemande (BDEx). Le bureau de l'association est situé à Bruxelles (Avenue des Nerviens 85, 3e étage, B-1040).

## Membres
Les membres de l'association commerciale européenne CITHA sont les suivants
- Association fédérale du commerce d'exportation Allemand e.V. (BDEx)
- Association fédérale du commerce de gros, du commerce extérieur et des  services e.V. (BGA)
- Association Française du commerce de gros et de l'exportation (CGI)
- Commerce Suisse
- Association internationale du commerce de l'acier (ISTA)
- Association Italienne du commerce extérieur (AICE)
- Association Autrichienne du commerce de détail (AUSTRIAN RETAIL ASSOCIATION)
- Association Espagnole du commerce d'exportation (Club de Exportadores e Inversores)

## Liens Internet
- Site web du CITHA